# Curva de Beveridge

Curva de Beveridge en EE. UU. de 2000 a 2015. Muestra en horizontal el porcentaje de desempleados y en vertical, el de vacantes. De 2000 a 2009, a medida que aumenta el desempleo, disminuye el porcentaje de vacantes, pero de 2009 a 2015, a medida que se reduce el desempleo, crece el porcentaje de vacantes. Oficina de Estadísticas Laborales de Estados Unidos

La curva de Beveridge, o curva UV (por las palabras inglesas Unemployment–Vacancy, desempleo-vacantes), es una representación gráfica de la relación entre el desempleo y la tasa de vacantes (los puestos de trabajo no cubiertos expresados como porcentaje de la población activa). Por lo general la gráfica tiene a las vacantes en el eje vertical y al desempleo en el horizontal. La curva lleva el nombre de William Beveridge y es de carácter decreciente en forma hiperbólica con tendencia hacia abajo. Esto se debe a que, generalmente, cuando hay una mayor tasa de desempleo se da una menor tasa de vacantes. Si la curva se "mueve" hacia el exterior (en la imagen, hacia la derecha, como ocurrió entre 2000 y 2009) a través del tiempo, esto implica que, para un nivel determinado de vacantes, habrá niveles más altos de desempleo, lo que implicaría la disminución de la eficiencia en el mercado de trabajo. Los mercados laborales ineficientes se deben a desajustes entre los puestos de trabajo disponibles, los desempleados y una población activa inmóvil.
La posición actual en la curva puede indicar el estado actual de la economía en el ciclo económico. Por ejemplo, los períodos de recesión se caracterizan por un alto desempleo y un bajo porcentaje de vacantes, lo que corresponde a una posición en la parte derecha inferior del gráfico. En cambio un porcentaje alto de vacantes y bajo desempleo (como en la parte superior izquierda del gráfico) indican los períodos de expansión.

## Historia
La curva de Beveridge fue desarrollada en 1958 por Christopher Dow y Leslie Arthur Dicks-Mireaux. Para guiar políticas fiscales keynesianas, ambos estaban interesados en medir el exceso de demanda en el mercado de productos, y tomaron datos de vacantes y desempleo en el Reino Unido como un proxy, ya que el exceso de demanda no es observable. En 1958 tenían disponibles 12 años de datos, pues en Gran Bretaña se había empezado en 1946 a recoger datos de puestos sin cubrir en los mercados de trabajo. Dow y Dicks-Mireaux presentaron los datos del paro y de vacantes en un espacio de desempleo-vacantes (UV), y derivaron una curva UV idealizada como una hipérbola rectangular después de haber conectado sucesivas observaciones. La curva UV permitió a los economistas emplear un método analítico, que más tarde sería conocido como análisis UV, para la descomposición del desempleo en diferentes tipos de desempleo: desempleo por falta de demanda (o cíclico) y desempleo estructural. En la primera mitad de la década de 1970 este método fue perfeccionado por economistas del Instituto Nacional de Investigación Económica y Social (NIESR por sus siglas en inglés) en Londres, por lo que surgió una clasificación que se correspondía con la "tradicional": una división del desempleo en friccional (compuesto en buena parte por personas que en realidad están cambiando de trabajo), estructural y por insuficiencia de demanda. Los economistas identifican otros tipos de desempleo, como el tecnológico o el monetario.
Tanto la curva de Beveridge como la curva de Phillips implican nociones macroeconómicas de equilibrio en los mercados, pero estas nociones son inconsistentes y contradictorias. Lo más probable es que la curva de Beveridge recibiera ese nombre en la década de 1980 porque permitió a los economistas analizar muchos de los problemas que William Beveridge había abordado, como el desfase entre el desempleo y las vacantes, a nivel agregado y a nivel sectorial, la diferenciación de los componentes de ciclo y tendencia, o las dificultades para medir las vacantes. Sin embargo él mismo nunca trazó la curva y no se conoce exactamente quién la llamó así por primera vez.

## Movimientos
La curva de Beveridge se puede "mover" (es decir, si se va trazando secuencialmente por años, y el punto correspondiente al año n está, por ejemplo, por debajo y a la izquierda del correspondiente al año n-1, se ha producido un "movimiento" hacia el origen del gráfico) por las siguientes razones:
- El proceso de emparejamiento determinará la eficiencia con la que los desempleados encontrarán nuevos empleos, porque si el sistema para casar oferta y demanda de empleo mejora del año n-1 al año n, entonces la curva se moverá hacia el origen. Las mejoras pueden consistir en la introducción de un servicio público de empleo, aumento de la movilidad de la mano de obra o menores tasas de sindicación.[7] Esto último es controvertido: la Organización Internacional del Trabajo afirma que la sindicación no influye en el desempleo.[8]

- Se producen desajustes de habilidades cuando las empresas requieren habilidades distintas (o en mayor número) a las de los trabajadores. Desajustes grandes podrían desplazar la curva de Beveridge hacia afuera (es decir, que crecieran a la par el desempleo y las vacantes). Si este desajuste fuera el factor que impulsa el desplazamiento, sería esperable ver a los empleadores aumentar los salarios para los pocos candidatos que sí tuvieran las habilidades requeridas. Pero la curva de Beveridge en EE. UU. se desplazó hacia el exterior en el periodo 2010-2012, y los salarios no aumentaron.[9]

- Tasa de actividad: el paro puede crecer en un país sin que haya destrucción de empleo ni entrada de inmigrantes, simplemente porque, en un momento económico dado, una parte de la población en condiciones de trabajar, pero que no trabajaba ni buscaba trabajo, se pone a buscarlo. Si la tasa de desempleo aumenta sin que se cubran significativamente más vacantes, la curva se desplazará hacia afuera. La tasa de actividad puede aumentar debido a los cambios en la educación, los roles de género, la edad de la población y la inmigración.

- El desempleo de larga duración también desplazará la curva hacia el exterior. Este tipo de desempleo puede ser causado por deterioro del capital humano o una percepción negativa de los desempleados de larga duración por los potenciales empleadores.[9]

- Desempleo friccional: una disminución de las fricciones reduciría el número de empresas que buscan empleados y el número de desempleados que buscan trabajo (porque ambos encuentran lo que desean más rápidamente). Esto desplaza la curva hacia el interior.

- La incertidumbre económica y política puede hacer que los empleadores tengan vacantes abiertas más tiempo mientras aparece el "candidato ideal", sobre todo cuando hay alto desempleo, con un gran número de candidatos entre los que elegir. Una mayor incertidumbre tendería a desplazar la curva hacia el exterior.[9]

El déficit de habilidades (skill shortage) no debería confundirse con la escasez de trabajadores (aunque en la práctica el resultado es igual: las empresas encuentran dificultades para cubrir puestos). La escasez de trabajadores (labour shortage) es una falta objetiva de trabajadores en el mercado laboral, y puede producirse por una movilidad geográfica limitada, envejecimiento de la población o un mercado laboral que se aproxime al pleno empleo durante un auge económico. A la par con el exceso de trabajadores, la escasez de trabajadores es uno de los más tradicionales ejemplos de desequilibrios en el mercado laboral. Lo que distingue a una escasez objetiva de trabajadores de un déficit de habilidades es simplemente la presencia, en esta última situación, de un conjunto de personas desempleadas que desean trabajar. Sin embargo, incluso cuando hay desempleo y asumiendo que la oferta de empleo es adecuada, todavía podría ser difícil señalar un déficit de habilidades por al menos dos razones. La primera consiste en establecer si el desempleo observado es friccional, cíclico o estructural. La segunda implica valorar si las vacantes son accesibles y atractivas (por ejemplo ofrecen un sueldo competitivo). Además los déficit de habilidades pueden ser horizontales (los trabajadores tienen unas habilidades y las empresas requieren otras diferentes, pero del mismo nivel; por ejemplo hay necesidad de conductores de autocar, pero en paro solo hay operarios fabriles) o verticales (los trabajadores tienen las habilidades que las empresas requieren, pero a un nivel inferior; por ejemplo hay necesidad de conductores de autocar, pero en paro solo hay conductores de camioneta).
En el análisis económico se utiliza "desajuste de habilidades", y algunas veces hasta "escasez de habilidades", para describir una situación en la que las habilidades de la persona trabajadora y las requeridas por el trabajo son diferentes. Para evitar posibles confusiones, ese desajuste que solo afecta a individuos empleados se denominará "desajuste en el trabajo" (on-the-job mismatch). Este desajuste en el trabajo puede ser, como se ha explicado, horizontal o vertical. El término "déficit de habilidades" (skill gap) se empleará solamente en el caso de que las habilidades del trabajador sean inferiores a las requeridas por la empresa.
Los economistas creen que el mercado laboral consigue ajustar estos desequilibrios, especialmente con el tiempo, pero también es posible que tales desajustes persistan años o décadas. En tales casos, denominados equilibrios adversos (una economía puede quedar equilibrada en múltiples puntos, pero solo uno de ellos es el de pleno empleo), caracterizados por más desempleo estructural, puestos sin cubrir durante más tiempo o baja tasa de actividad, las empresas pueden finalmente verse forzadas a contratar trabajadores con habilidades inferiores o distintas a las que necesitan, dando lugar al "desajuste en el trabajo". En tales casos puede ser necesaria la intervención pública para cambiar o mejorar el emparejamiento de trabajadores y empresas. Las empresas también pueden ofrecer programas de formación para mejorar las habilidades de sus empleados.